# Resistenza anticomunista in Romania
La resistenza anticomunista in Romania fu attiva dai tardi anni '40 alla metà degli anni '50, con combattenti individuali isolati principalmente fino ai primi anni '60.
La resistenza armata fu la prima e maggiormente strutturata forma di resistenza contro il regime comunista rumeno, che indicava i rivoltosi con il termine di "banditi". Fino alla deposizione di Nicolae Ceaușescu nel 1989 non vi furono importanti dettagli su quella che era chiamata come "resistenza armata anticomunista". Si conosceva solo che diversi piccoli gruppi armati si erano rifugiati sulle montagne dei Carpazi, da dove si nascosero dalle autorità comuniste per i successivi 10 anni. L'ultimo combattente anticomunista venne ucciso sulle montagne del Banato nel 1962.
La resistenza rumena fu uno dei movimenti di resistenza nel blocco sovietico di durata più lunga.

## Storia
Nel marzo del 1944, l'Armata Rossa fece il suo secondo ingresso nella Bucovina (il primo era avvenuto nel giugno 1940, grazie al patto Molotov-Ribbentrop con la Germania nazista) avanzando rapidamente nel territorio rumeno, la Romania all'epoca era un'alleata della Germania nazista. Migliaia di abitanti della Romania si rifugiarono nelle foreste da dove fomentarono una forma di guerriglia anti-sovietica (i sovietici avevano già commesso la deportazione di migliaia di persone dalla Bessarabia e dalla Bucovina settentrionale tra 1940 e 1941, causando secondo Rummel tra le 18 000 e le 57 000 vittime, essendo così mal visti da parte della popolazione locale). I gruppi di questa forza guerrigliera erano di norma composti da 15 a 20 elementi.
in seguito all'armistizio alleato con la Romania (11-12 settembre 1944), l'Armata Rossa ebbe mano libera in Romania e il governo rumeno non ebbe più autorità sulla Bucovina del nord. Nel tardo 1944 e nei primi mesi del 1945, diversi piccoli gruppi armati si formarono in Romania, con l'intenzione di sabotare l'Armata Rossa in un'ipotetica guerra tra l'Unione Sovietica e il mondo occidentale. Dopo la guerra, la maggior parte di questi gruppi si dissolse mentre altri gruppi rimasero nelle montagne fino al 1948. Nel maggio 1946 il generale Aurel Aldea ex ministro dell'interno nel governo di Constantin Sănătescu fu arrestato e accusato di "portare sotto il suo comando diverse organizzazioni sovversive". La verità era che il "Movimento di resistenza nazionale" che lui coordinava rappresentava una minaccia di scarso peso all'instaurazione del regime comunista.
in seguito alle elezioni rumene del 1946, un insieme di forze anticomuniste formò una struttura di comando formata di diversi generali, ufficiali e politici sotto un unico comando. La struttura di coordinamento all'interno della Romania riferiva direttamente al Consiglio nazionale rumeno con sede a Parigi, che a sua volta riferiva ai governi occidentali. La struttura venne scoperta dalle autorità comuniste rumene, che di conseguenza attuarono numerosi arresti nell'estate 1948, comprendente l'80% dei membri che erano coinvolti nel movimento di resistenza. In seguito a questi arresti la resistenza nazionale anticomunista venne in parte decapitata.

## Inizio della resistenza armata del dopoguerra
Tuttavia, a partire dall'estate del 1948, individui o piccoli gruppi entrarono in clandestinità nei Carpazi, formando varie unità di resistenza armata in quello che era un movimento relativamente ampio, radunando diverse migliaia di persone. I ribelli provenivano da tutti gli strati sociali e da tutte le aree del paese, diffondendosi ovunque il terreno potesse proteggerli. Il movimento era collegato all'ondata di arresti di massa che colpivano il paese dopo che i comunisti presero il potere il 30 dicembre 1947, nonché alle misure politiche ed economiche che rovinarono una parte considerevole dei contadini e della classe media.

Monumento alla resistenza anti-comunista a Cluj-Napoca

C'erano diversi motivi per cui le persone cercavano riparo in montagna. Mentre alcuni divennero clandestini per sfuggire a un arresto imminente, più in generale le persone fuggirono in quanto avevano abbandonato la speranza di sopravvivere dopo essere state economicamente rovinate ed aver rischiato la detenzione o peggio. Intere famiglie fuggirono tra la fine del 1948 e l'inizio del 1949. Così, il funzionario consolare britannico a Cluj, riferendo il 1º maggio 1949 sulla situazione dei partigiani sotto la guida del generale Corneliu Dragalina, notò che:
"il vestiario e le medicine sono poche e questo è probabilmente vero poiché il loro numero è aumentato di una percentuale considerevole di donne e bambini dall'esproprio della terra del 1º marzo. Mi è stata data una cifra di fino a 20 000 persone come il numero che si è unito [alla resistenza] dall'esproprio (...) L'aumento del numero di donne e bambini creerà problemi di sopravvivenza il prossimo inverno (...) Mi viene detto di tanto in tanto di camion di rifornimenti dell'esercito che passano ai partigiani, a volte per cattura e talvolta per diserzione, ma non so dire fino a che punto..."
I membri della resistenza armata non erano chiamati "partigiani" dalla popolazione, ma "aiduchi", una parola che stava per generosi banditi, considerati eroi popolari.
Un'ulteriore componente importante della resistenza armata consisteva in individui e gruppi motivati da convinzioni anticomuniste e persuasi che solo un impegno armato potesse contenere un crescente terrore e impedire un'irrevocabile conquista comunista. Alcuni dei gruppi di resistenza erano guidati da ex ufficiali dell'esercito e hanno agito in modo più coordinato e pianificato. Sembra che sperassero nel fomentare un'insurrezione armata più generale, che non prese vita. Una categoria più piccola di ribelli era quella dei rifugiati rumeni reclutati in Europa dall'Office of Policy Coordination (OPC), formati in Francia, Italia e Grecia e poi lasciati nei Carpazi. Sembra, tuttavia, che la maggior parte di loro, non potendo creare contatti locali imperativi per la sopravvivenza, fu presto catturata.

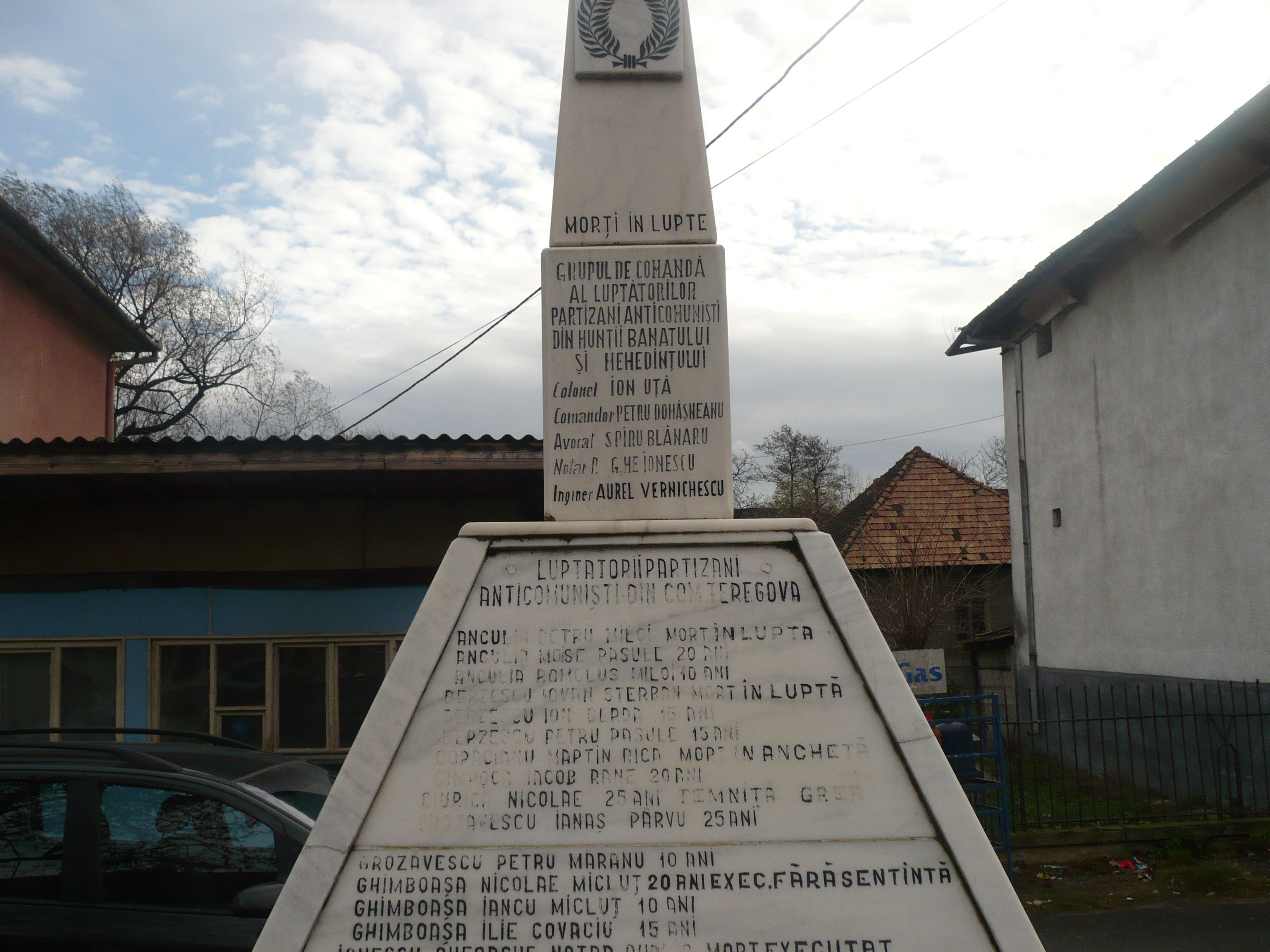
Memoriale dei partigiani anticomunisti a Teregova

I ribelli avevano legami con la CIA, che ha condotto missioni paracadutate in Romania nei primi anni del dopoguerra. All'inizio del 1949, la CIA attraverso il suo Office of Policy Coordination (OPC) iniziò a reclutare rumeni sfollati dalla Germania Ovest, dall'Austria e dalla Jugoslavia. Gordon Mason, capo della stazione della CIA a Bucarest dal 1949 al 1951, disse che era organizzato il contrabbando di armi, munizioni, trasmettitori radio e medicinali. Gli agenti introdotti clandestinamente in Romania dalla CIA dovevano aiutare a organizzare il sabotaggio delle fabbriche e delle reti di trasporto. In particolare, una squadra di due uomini fu paracadutata in Romania dalla CIA il 2 ottobre 1952 vicino a Târgu Cărbunești, in Oltenia. Tre agenti addestrati dagli americani furono inviati nel giugno 1953 sui monti Apuseni; in seguito furono catturati, ma non giustiziati, poiché le autorità rumene intendevano usarli come doppiogiochisti. Nella regione di Oradea-Satu Mare, tre agenti lanciati in aereo furono uccisi, uno di loro in uno scontro a fuoco e altri due successivamente giustiziati.
Tra i rumeni reclutati dalla CIA all'inizio del 1951 c'erano Constantin Saplacan, Wilhelm Spindler, Gheorghe Bârsan, Matias Bohm e Ilie Puiu. La Securitate ha scoperto che questi uomini erano stati reclutati in Italia da un ex pilota rumeno. A seguito di ciò, il governo rumeno ha inviato una nota agli Stati Uniti per protestare contro l'interferenza negli affari interni del paese e che gli agenti della CIA catturati erano stati "inviati per compiere atti di terrorismo e spionaggio contro l'esercito rumeno".

## Gruppi di resistenza

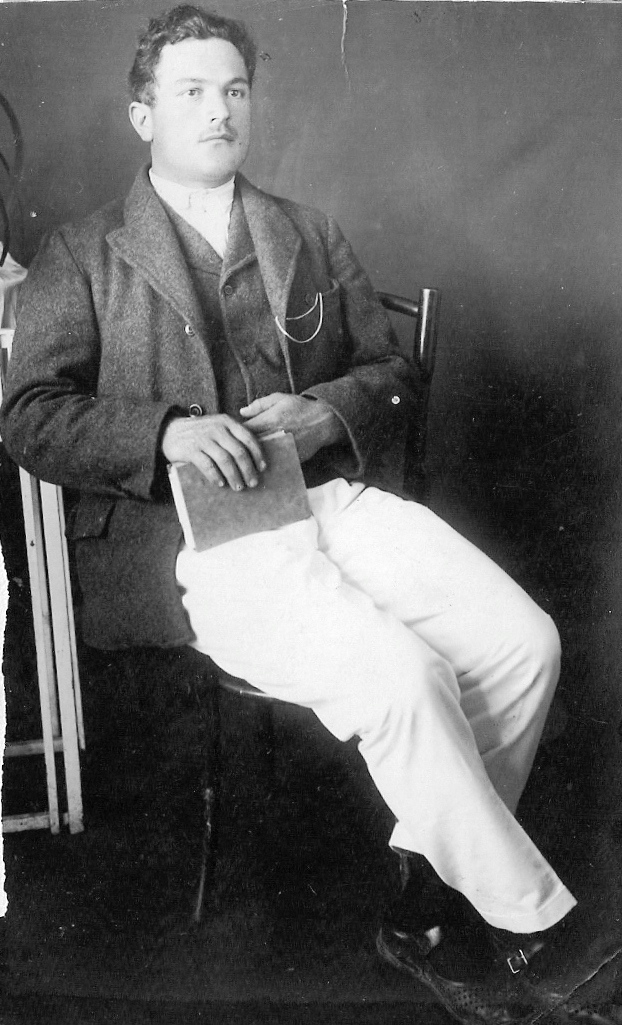
Teodor Șușman - partigiano anticomunista sui monti Apuseni

Ion Gavrilă-Ogoranu, un membro dell'ala giovanile della Guardia di Ferro che guidò un gruppo di resistenza sui monti Făgăraș dal 1948 al 1956 e rimase inosservato fino al 1976, elaborò una serie di tratti distintivi del tipico gruppo di resistenza rumeno. Secondo questo autore, un tale gruppo era piuttosto piccolo, ma poteva contenere fino a 200 uomini, situati in un'area montuosa e/o boschiva che comprendeva alcune comunità. Ogoranu ha inoltre affermato che tali gruppi erano supportati da un numero significativo di abitanti (fino a diverse migliaia), che fornivano riparo, cibo e informazioni.
Nella regione degli Apuseni della Transilvania, il gruppo più attivo era guidato da Leon Șușman. Il gruppo si nascose principalmente nei boschi e acquisì parte del suo armamento da una banda di Guardie di Ferro che i tedeschi paracadutarono nell'area nel 1944-45. Per eliminare questo gruppo di resistenza, la Securitate si servì di informatori contro di loro e intercettò la corrispondenza dei familiari. Un gruppo armato chiamato "Il Fronte di Difesa Nazionale-Corpo Haiduc" era guidato da un ex ufficiale dell'esercito reale che ha partecipato alla guerra contro l'Unione Sovietica sul fronte orientale, il maggiore Nicolae Dabija. I resistenti di questo gruppo hanno rapinato l'ufficio delle imposte a Teiuș, armati di fucile e pistole. La Securitate ha appreso dell'ubicazione di questo gruppo dopo che un resistente arrestato ha rivelato la loro posizione su Muntele Mare e la loro forza. Un'operazione condotta dalle forze della Securitate decise di attaccare i ribelli la mattina del 4 marzo 1949. Le forze della Securitate guidate dal colonnello Mihai Patriciu caricarono la vetta dove si trovavano i ribelli, con uno scontro a fuoco e successivamente un combattimento corpo a corpo. La Securitate subì tre morti e altri tre feriti. Dabija fu arrestato il 22 marzo 1949 dopo che un abitante del villaggio, nella cui stalla dormiva, aveva informato le autorità della sua presenza. Il 28 ottobre 1949, sette membri del gruppo, incluso il maggiore Nicolae Dabija, furono giustiziati a Sibiu.
I gruppi di resistenza erano l'obiettivo di azioni militari sistematiche e durature da parte delle truppe regolari della Securitate completamente armate. La forza delle truppe Securitate poteva variare da plotone a battaglione fino a reggimento, compresi veicoli corazzati, artiglieria e occasionalmente anche aviazione. I gruppi insorti hanno subito perdite costituite da morti e feriti catturati dalla Securitate. Sono anche caduti vittime del tradimento da parte di sostenitori o infiltrati, che hanno portato a perdite e catture. Gavrilă-Ogoranu afferma che alcuni dei ribelli arrestati e dei loro sostenitori sono stati uccisi durante l'interrogatorio, mentre altri membri di gruppi di resistenza sono stati incriminati in processi pubblici o segreti e condannati a morte o in prigione. Stima che siano state imposte diverse migliaia di condanne. La pena capitale veniva eseguita - o segretamente, con corpi gettati in tombe comuni sconosciute, o pubblicamente per intimidire la popolazione locale. Un numero significativo di ribelli detenuti, che non erano stati condannati a morte, sono stati uccisi fuori dalle carceri, in circostanze inspiegabili. Nelle aree in cui erano attivi i ribelli, la popolazione ha subito intimidazioni sistematiche e terrore da parte delle autorità.

## Struttura, funzione ed orientamento politico
La dispersione, l'estensione e la durata della resistenza hanno reso la ricerca dopo il 1990 più difficile nell'accertamento delle informazioni strutturali sul movimento. Valutando gli archivi della Securitate il CNSAS (Consiglio nazionale per lo studio degli archivi della Securitate) ha valutato una cifra provvisoria di 1196 gruppi di resistenza attivi tra il 1948 e il 1960. La dimensione dei gruppi variava da piccoli raggruppamenti di meno di 10 membri a gruppi di dimensioni intermedie che contavano circa 40 combattenti fino a distaccamenti più grandi di oltre 100 uomini, con la più alta densità di distribuzione collocata intorno a una forza di 15-20 uomini. Secondo queste ipotesi, il numero totale di combattenti della resistenza attivi non può scendere al di sotto di 10 000 persone, con una cifra stimata di almeno 40-50 000 persone di supporto. Il numero di vittime uccise dalla parte degli insorti potrebbe essere stabilito sia in base ai dati di archivio che a varie memorie pubblicate dopo il 1990. Gli archivi hanno rivelato diverse centinaia di pene di morte, ma un numero nettamente maggiore di resistenti è stato ucciso in battaglia o durante diversi fasi della detenzione.
La struttura sociale dei gruppi ribelli era eterogenea e comprendeva una parte considerevole di contadini, molti studenti e intellettuali, nonché diversi ufficiali dell'esercito. L'estensione e l'influenza del movimento di resistenza viene spesso esagerata nei media dell'attuale Romania post-comunista, nelle memorie dei sopravvissuti e in parte della storiografia, mentre l'ideologia autoritaria, antisemita e/o xenofoba di alcuni dei gruppi di resistenza viene trascurata e/o minimizzata, comunque, un rapporto della Securitate del 1951 mostra che solo una minoranza dei resistenti era affiliata a movimenti di stampo antisemita e/o xenofobo: contiene infatti informazioni su ben 804 membri della resistenza arrestati classificati tra 17 "bande di montagna" e rivela la seguente affiliazione politica: 11% di affiliati al Partito Nazionale Contadino, 10% al Fronte degli Aratori (organizzazione di sinistra ed anti-nazista, illegale durante il regime di Antonescu), 9% alla Guardia di Ferro, 5% al Partito Comunista, 2% al Partito Nazionale Liberale.